# Tourtel

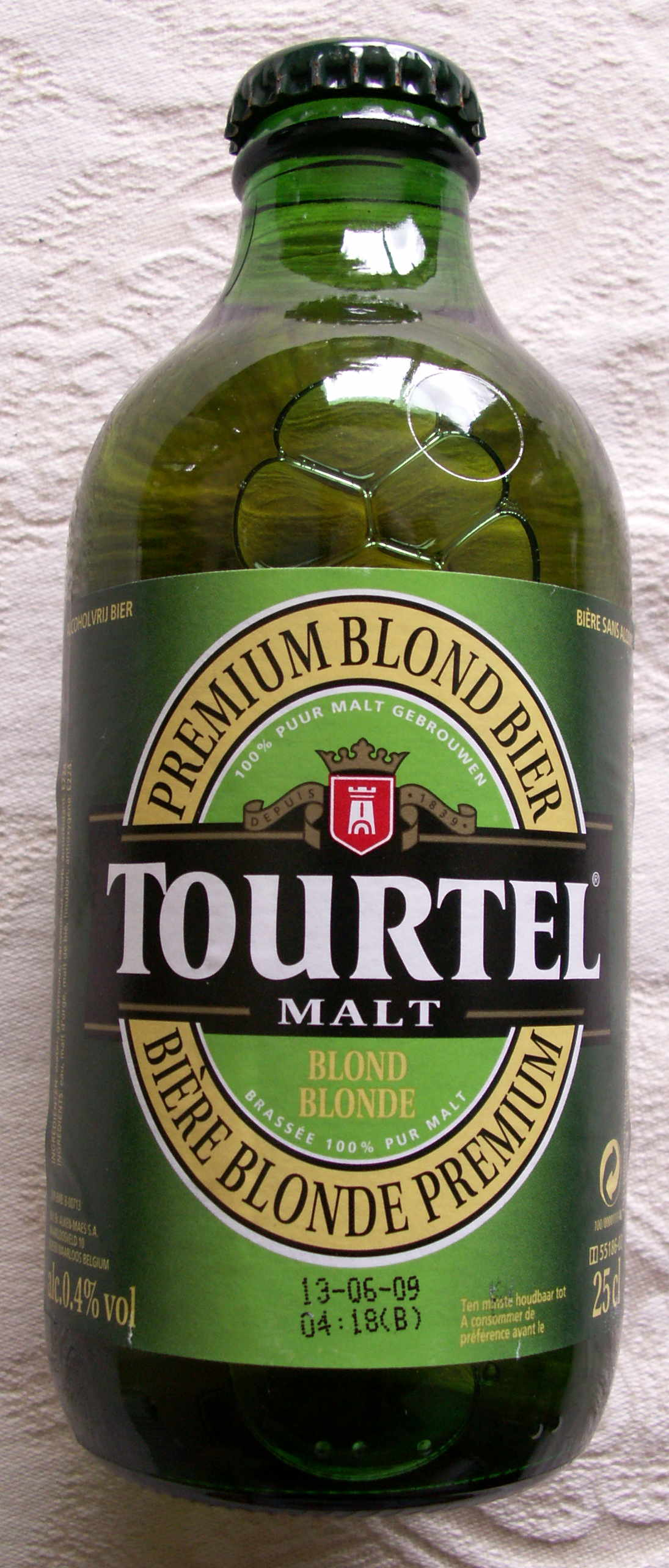
Flesje Tourtel met een alcoholpercentage van o,4 °.

Tourtel is een laag-alcoholisch of alcoholvrij biermerk. 

## Geschiedenis
Het bier werd oorspronkelijk gebrouwen door de broers Jules en Prosper Tourtel te Tantonville. In 1948 werd Tourtel overgenomen door de Franse Brasseries de Champigneulles. Bij de overname in 1986 werd het verder gebrouwen door de Franse brouwerij Kronenbourg.  
Vanaf 1991 worden de bieren voor de Belgische markt gebrouwen door Alken-Maes.
In 2014 werd de nieuwe reeks, Twist' op de markt gebracht.

## Bieren
- Tourtel blond - 0%
- Tourtel bruin - 0%
- Tourtel amber - 0%
- Tourtel Twist agrume
- Tourtel Twist citorensap
- Tourtel Twist orange sanguine (vanaf 2016)
- Tourtel Twist pêche
- Tourtel Twist framboise (vanaf 2017)